# Папирмарка
Папирмарка, званично само марка, је била валута у Немачкој (у Немачком царству и Вајмарској републици) од 1919. године, када је веза између марке и злата поништена до 1923. године (тј. до хиперинфлације у Немачкој). Симбол за папирмарку је био ℳ.